# Île de loisirs du Port-aux-Cerises
L'Île de loisirs du Port-aux-Cerises est une base de plein air et de loisirs située dans le département de l'Essonne, sur le territoire des communes de Draveil et Vigneux-sur-Seine. Elle est l'une des douze île de loisirs de la région Île-de-France.
Elle est située à 20 km au sud de Paris et à 10 km d'Évry.

## Présentation
La base propose des activités sportives et de loisirs de plein air sur 220 hectares dont 40 hectares de plan d'eau. Elle est bordée sur son flanc ouest par la Seine.
Trois entrées automobiles sont aménagées (dont une côté Juvisy), ainsi que six entrées piétons. 1 600 places de stationnement automobile y sont proposées.

## Histoire
Le site de la base était au XVIIIe siècle un port de la Seine dédié à l'expédition de fruits frais à destination des marchés parisiens. À partir du XIXe siècle, l'endroit devient une gravière de sable et de graviers.
Un projet social d'inspiration fouriériste est imaginé par la Cité-Coopérative de Paris-Jardin, qui a acheté le site en 1911. Il ne sera pas réalisé, contrairement à la cité-jardin de Draveil à proximité. Le site devient alors une décharge d'ordures ménagères et de gravats des grands travaux parisiens des années 60.
L’État choisit le site du Port-aux-Cerises pour devenir une des douze bases de loisirs de la région parisienne. En 1972, le Syndicat Mixte d’Étude, d'Aménagement et de Gestion de la Base Régionale de Plein Air et de Loisirs du Port aux Cerises voit le jour. Son schéma directeur est produit en 1975.
Elle est ouverte au public en 1978, après deux années de travaux. Depuis, les aménagements de la base n'ont cessé d'évoluer.
Le projet a été récompensé par le Prix du paysage en 2009. Il a été réalisé par Laurence Vacherot et Gilles Vexlard de l'agence Latitude Nord, qui depuis 1990, accompagne le syndicat mixte dans l'aménagement de la base.

## Gestion
La base est administrée par un syndicat mixte (SMEAG) regroupant des représentants des communes de Draveil, de Vigneux-sur-Seine et de Juvisy-sur-Orge, ainsi que des représentants du Conseil départemental de l'Essonne et du Conseil régional d'Île-de-France. Depuis février 2010, la gestion des activités est confiée à EQUALIA par un contrat de délégation de service public.
Elle accueille 432 000 visiteurs par an. Les mois de juillet et août constituent le pic de visite avec 27 % de la fréquentation annuelle (13 000 visiteurs par semaine). La moyenne est de 13 100 visiteurs par semaine. 77 % des visiteurs résident dans une commune située à moins de 10 km de l'île.
La base est ouverte de 7 h à 21 h et son accès et le stationnement sont gratuits.

## Activités

### Poney club
Le poney club de la base fait partie de la Fédération française d'équitation (FFE). À ce titre, il dispense plusieurs disciplines d'équitation comme le saut d'obstacles, le concours complet d'équitation, le dressage, la voltige, le horse-ball, etc. Cette accréditation de la FFE lui permet aussi d'organiser des concours et des championnats.

### Port de plaisance
Le port de plaisance du Port aux Cerises a été requalifié en 2010. Il dispose de 106 emplacements, où il est possible de passer son permis bateau plaisance, d'un hébergement à l'année aux plaisanciers ou de l'hébergement temporaire.

### Base nautique
L'île de loisirs du Port-aux-Cerises est la seule base d'Île-de-France à avoir un accès direct à la Seine. Avec un plan d'eau de 35 hectares, la base de loisirs organise des séances de canoë et de kayak. Elle permet de façon plus générale aux habitants de l'Essonne et du Val-de-Marne de se réapproprier les bords de Seine et de bénéficier d'un espace vert significatif.

### Accrobranche
Un parcours d'accrobranche, nommée Accro des Arbres, propose aux usagers de grimper et d'évoluer dans les arbres en toute sécurité grâce à une préparation sur 55 ateliers et cinq parcours.

### Multi-activités
La base de loisirs s'étend sur 160 hectares et permet aux usagers de pratiquer diverses activités sportives telles que le minigolf, le tennis, le football, les sports urbains - BMX, roller, skateboard. Bientôt, une salle de fitness sera intégrée à l'équipement de la base.

### Petit train

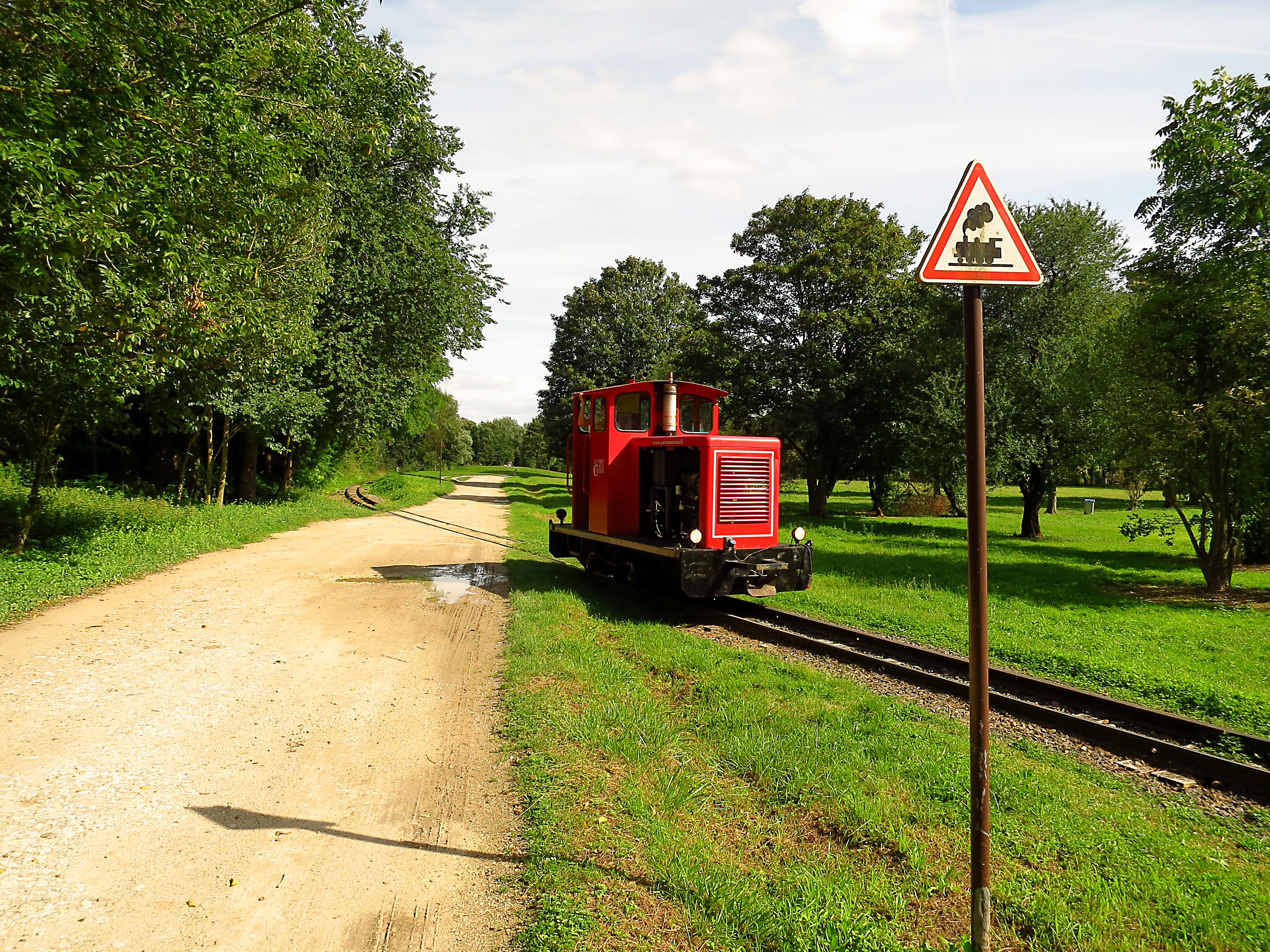
Le petit train

Une ligne de petit train parcourt la base. Elle fait 3 km de long pour un écartement de 0,60 mètre. La rame utilisée comprend quatre baladeuses dont une est accessible aux personnes à mobilité réduite et aux poussettes. Elle est tractée par un petit locotracteur de marque Socofer.

### Piscine
Fermée en 2006, la piscine a été rouverte durant l'été 2010. Elle s'étend sur 1 800 m2 et est ouverte de 11h à 19h en haute saison. Elle est à nouveau fermée pour toute la saison 2024 à la suite de dégradations volontaires.